# Калиновка (Воробьёвский сельский совет)
Калиновка (укр. Калинівка, крымскотат. Kalinovka, Калиновка) — исчезнувшее село в Сакском районе Республики Крым (согласно административно-территориальному делению Украины — Автономной Республики Крым), располагавшееся на северо-западе района, в степной части Крыма, примерно в километре южнее современного села Шишкино.

## История
Впервые в исторических документах Калиновка встречается в издании «Справочник административно-территориального деления Крымской области на 15 июня 1960 года», как село в составе Воробьёвского сельсовета Евпаторийского района. 1 января 1965 года, указом Президиума ВС УССР «О внесении изменений в административное районирование УССР — по Крымской области», Евпаторийский район был упразднён и село включили в состав Сакского (по другим данным — 11 февраля 1963 года). Упразднено в период с 1968 года, так как на эту дату село ещё числилось в составе Воробьёвского сельсовета, по 1977 год, когда Калиновка уже значилась в списках ликвидированных.